# Leptotila
Leptotila is een geslacht van vogels uit de familie duiven (Columbidae).

## Soorten
Het geslacht kent de volgende soorten:
- Leptotila battyi – Batty's duif
- Leptotila cassinii – Cassins duif
- Leptotila conoveri – Tolimaduif
- Leptotila jamaicensis – Witbuikduif
- Leptotila megalura – Witwangduif
- Leptotila ochraceiventris – Geelbuikduif
- Leptotila pallida – Vale duif
- Leptotila plumbeiceps – Grijskopduif
- Leptotila rufaxilla – Grijskruinduif
- Leptotila verreauxi – Verreaux' duif
- Leptotila wellsi – Grenada-duif